# Agencia Telegráfica de Bulgaria
La Agencia de Noticias de Bulgaria (en búlgaro: Българска телеграфна агенция, Bŭlgarska telegrafna agentsiya; en castellano: "Agencia Telegráfica de Bulgaria"; abreviado БТА, BTA) es la agencia nacional de noticias de Bulgaria. Fue fundada en 1898 por un decreto del zar Fernando I de Bulgaria durante el gobierno de Konstantin Stoilov.
La agencia de noticias búlgara es la principal fuente de información para los medios de comunicación búlgaros y las instituciones gubernamentales del país. La última ley de la agencia, que regula su actividad, se aprobó en 1994. La agencia es miembro de la Alianza Europea de Agencias de Noticias.
BTA gestiona Daily News, el único diario búlgaro en inglés, así como el semanal Bulgarian Economic Outlook, también en inglés. En Bulgaria, la agencia posee el semanal Paraleli, la revista cultural semanal LIK, y 100%.

## Historia

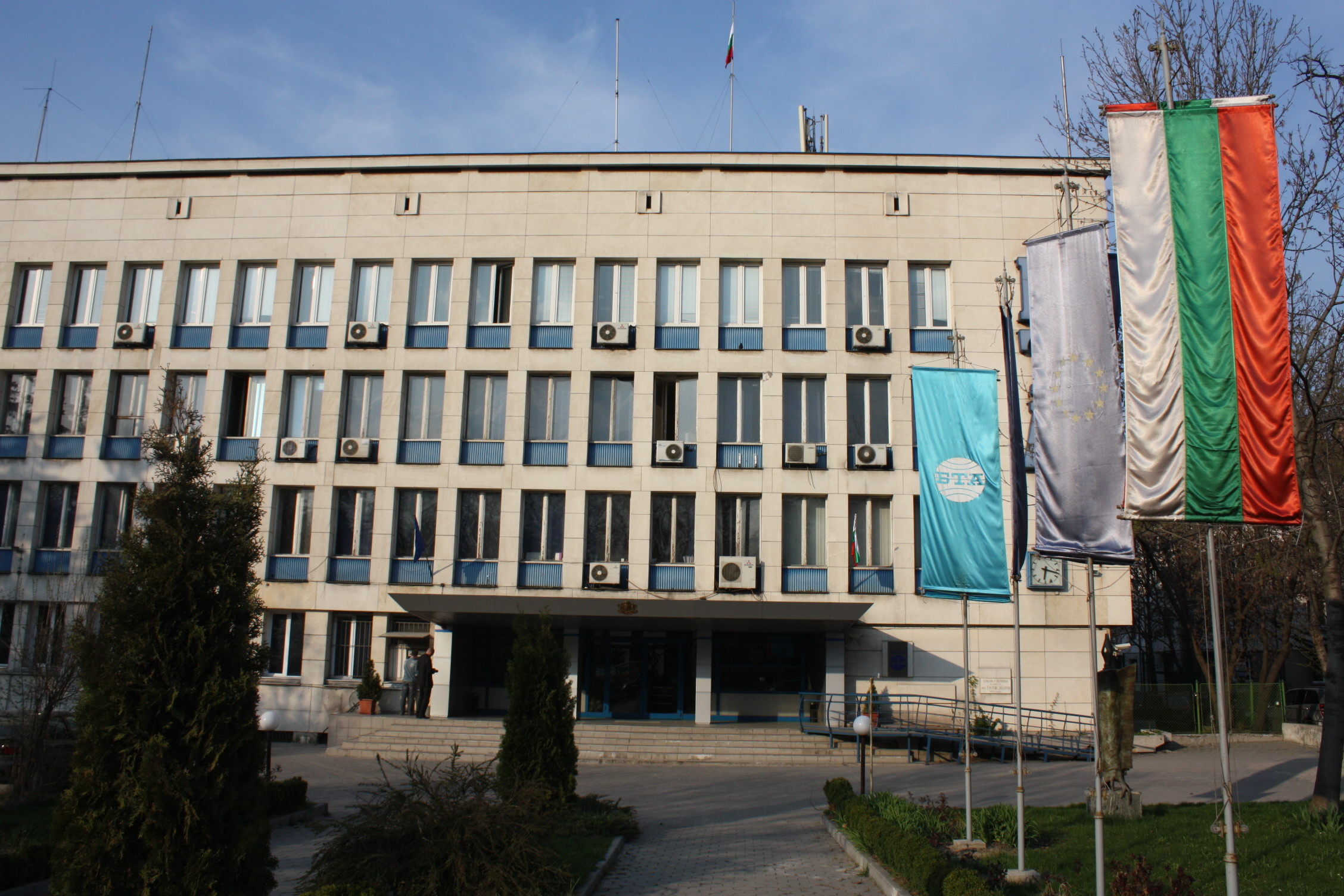
Sede de BTA en Sofía.

BTA fue fundada en 1898 por un decreto del zar Fernando I de Bulgaria durante el gobierno de Konstantin Stoilov. La Agencia se creó siguiendo el modelo de la Agencia de Telégrafos de San Petersburgo. A diferencia de la mayoría de agencias de noticias en el momento, que eran privadas, BTA era propiedad estatal, en particular del Ministerio de Relaciones Exteriores y Culto (MFARD). En los primeros años, su objetivo era facilitar la información actualizada de Bulgaria sobre el acontecer nacional e internacional. La mayor parte de los materiales publicados son noticias de la vida social en las cortes reales europeas y noticias sobre crímenes, mensajes comerciales y tipos de cambio. La agencia proveía información acerca de los acontecimientos en el país a las agencias telegráficas extranjeras.
El campo de acción de BTA se amplió considerablemente durante la guerra de los Balcanes y los intereses internacionales en seguir los acontecimientos bélicos que se estaban sucediendo en los Balcanes. En 1913 la agencia se transformó en un compartimento de la recién creada Dirección de Prensa de MFARD. BTA continuó creciendo después de la guerra, al igual que en 1922, que contaba con 13 periodistas empleados a tiempo completo y 25 empleados a tiempo parcial.
Después del golpe procomunista del 9 de septiembre de 1944 se cambió la dirección de la agencia. El Departamento de impresión estaba sujeta al Ministerio de Propaganda, pero se mantiene dentro de MFARD. En 1951, los dos servicios se agrupan bajo el nombre de BTA y pasaron a estar directamente subordinados al Consejo de Ministros búlgaro. En los años 1950 la agencia volvió a experimentar un rápido ascenso de los 77 trabajadores en 1944 (para todo el departamento de impresión) a los 325 periodistas que trabjaban en 1958.
El 29 de junio de 1994, la 36.ª Asamblea Nacional aprobó un estatuto legislativo de la BTA que lo define como una institución independiente y la intervención del Estado quedaba más limitada.